# Csípős sarkantyúfű
A csípős sarkantyúfű vagy csípős szarkaláb (Delphinium staphysagria) a boglárkavirágúak rendjébe és a (Ranunculales) boglárkafélék (Ranunculaceae) családjába tartozó növényfaj. Egyéb nevei: kerti sarkantyú, tetűfű, tetűölőfű, szentistvánmag, patkánymag.

## Felhasználása
Kis mennyiségben is mérgező. A népi gyógyászatban tetűirtásra használták (külsőleg). A homeopátiában műtétek utáni gyógyulás segítésére használják többek között.